# Hília verda
La hília verda (Hylia prasina) és una espècie d'ocell de la família dels hílids (Cettiidae) i única del gènere monotípic Hylia. Es troba a l'Àfrica occidental i central. Els seus hàbitats principals són els pantans, els boscos tropicals i subtropicals de frondoses humits de les terres baixes i de l'estatge montà, la sabana seca, els matollars humids tropicals i subtropicals, les plantacions i les àrees forestals fortament degradades. El seu estat de conservació es considera de risc mínim.

## Taxonomia
No hi ha consens taxonòmic sobre la família a la que pertany Hylia. Segons la llista mundial d'ocells del Congrés Ornitològic Internacional (versió 13.2, 2023) aquest gènere està inclòs en els hílids (Hyliidae). Ja el Handook of the Birds of the World i la quarta versió de la BirdLife International Checklist of the birds of the world (Desembre 2019), consideren que estaria inclòs en els escotocèrtids (Scotocercidae).